# Антонин (замок)
Антонин (нем. Jagdschloss Antonin, пол. Pałac w Antoninie) — замок рядом с деревней Антонин, расположенной в Острувском повете в Великопольском воеводстве (в 1975–1998 годах село административно принадлежало Калишскому воеводству). По своему типу относится к охотничьим замкам.

## История

### XIX век

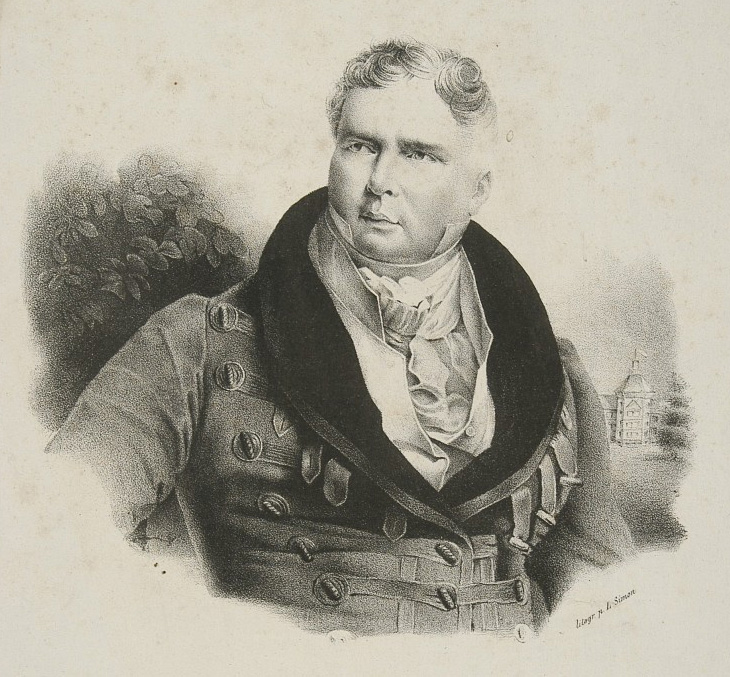
Основатель замка Антоний Генрих Радзивилл

После разделов Речи Посполитой данные земли до 1918 года входили в состав Прусского королевства. Охотничий замок был построен в 1822–1824 годах архитектором Карлом Фридрихом Шинкелем по заказу князя Антония Генриха Радзивилла среди лесного массива.
С самого начала замок служил не только как пристанище родовитых охотников, но и как концертная площадка. Сам владелец комплекса прекрасно играл на виолончели и писал музыку. Гостем Антония Радзивилла как минимум дважды был выдающийся пианист и композитор Фридерик Шопен (в 1827 и 1829 годах). На фасаде главного здания установлена мемориальная доска, посвященная этим событиям, а у самого входа на территорию комплекса установлен памятник великому деятелю искусств.

### XX век
В 1939–1944 годах дворец принадлежал Адольфу Гитлеру. Дело в том, что тогдашний владелец замка, князь Михаил Радзивилл, в 1939 году подарил комплекс лидеру Нацистской Германии.
После завершения Второй мировой войны замок оказался на территории Польской народной республики. Он был национализирован. В последующие десятилетия здесь размещались различные учреждения культуры.
В 1975–1978 годах замок был отремонтирован благодаря инициативам журналиста и музыкального критика Ежи Вальдорфа. В главном корпусе оборудовали небольшой концертный зал.
В 1994 году после тщательной реставрации здания работа была отмечена специальной отраслевой наградой Europa Nostra '94.

## Описание

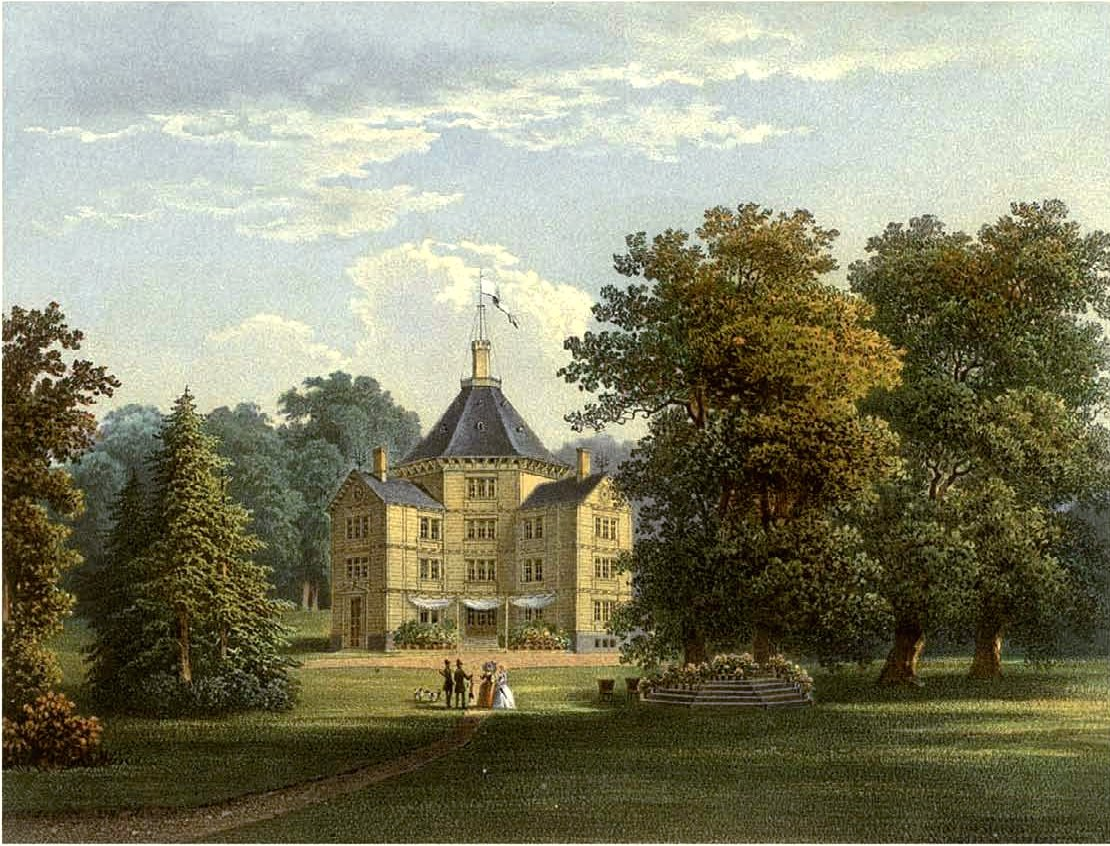
Замок на рисунке второй половины XIX века

Весь комплекс построен из дерева. Стены сложены из толстых брёвен. Фундамент напоминает по форме крест. Основной корпус здания имеет восьмиугольную форму. К этой башне добавлены четыре трёхэтажных крыла. Фасад окрашен в цвет так называемый «имперский жёлтый» (нем. Kaisergelb). Всё пространство основного корпуса занимает просторное помещение, потолок которого находится на высоте третьего этажа. В центре расположен огромный камин, от которого вверх поднимается широкий дымоход, отделанный изразцовой плиткой. В верхней части зала — богато украшенный резьбой потолок. Дымоход служит одновременно для крепления коллекции охотничьих трофеев (в основном — оленьи рога).
В одном из крыльев есть лестница, ведущая на внутренние балконы. С этих балконов можно попасть в гостиные и жилые комнаты трёх других крыльев.
Вокруг замка разбит большой парк в английском стиле с прудом. Посреди пруда на острове стоит белое мраморное надгробие дочерей Антония Радзивилла — Фредерики Елены и Луизы.
Рядом расположено ещё несколько исторические зданий в тирольском стиле.

## Современное использование
В замке работают гостиница и ресторан
В комплексе проводятся различные музыкальные мероприятия. В частности, замок Антонин — место проведения концертов Международного фестиваля «Шопен в красках осени».

## Галерея

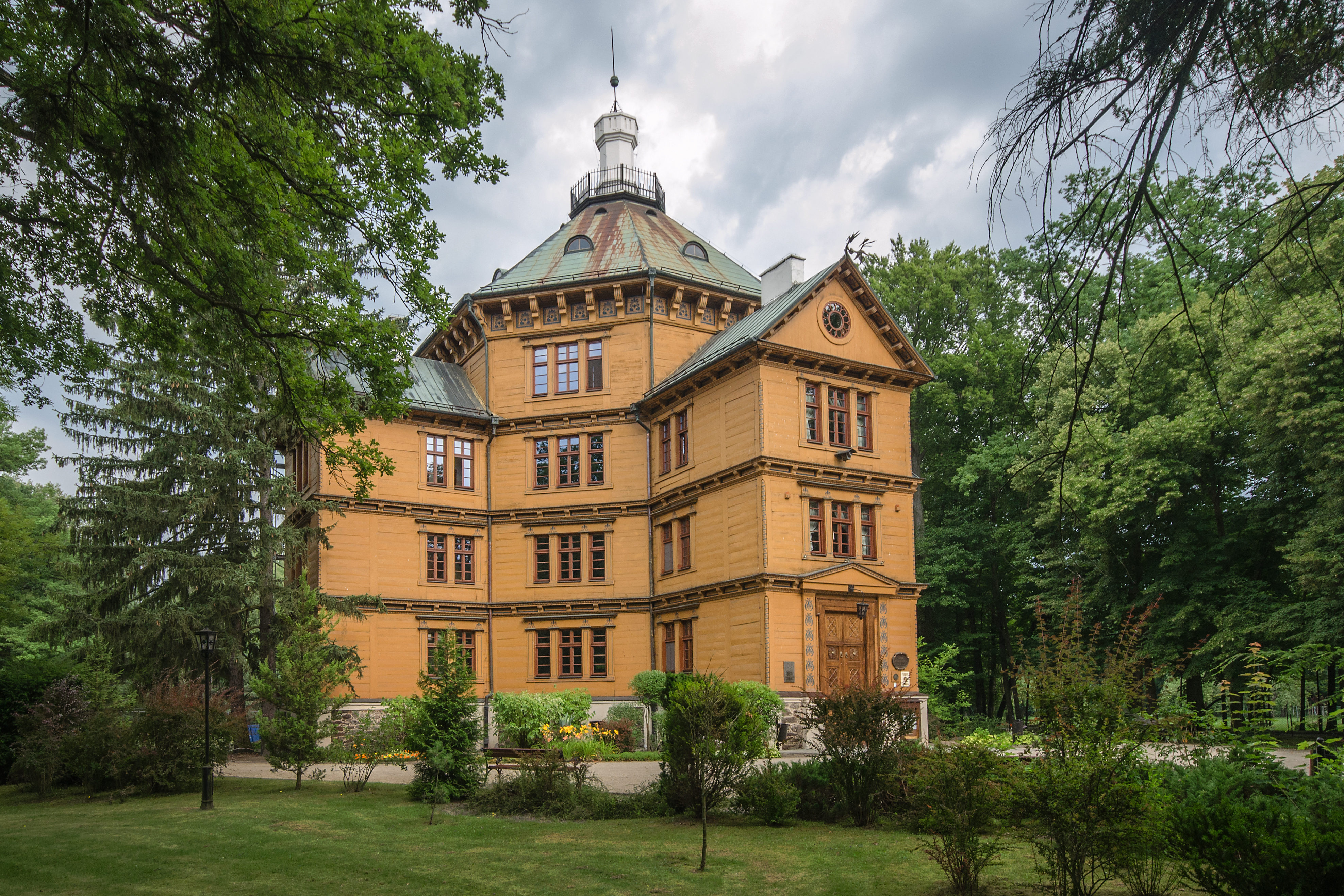
Вид замка с южной стороны
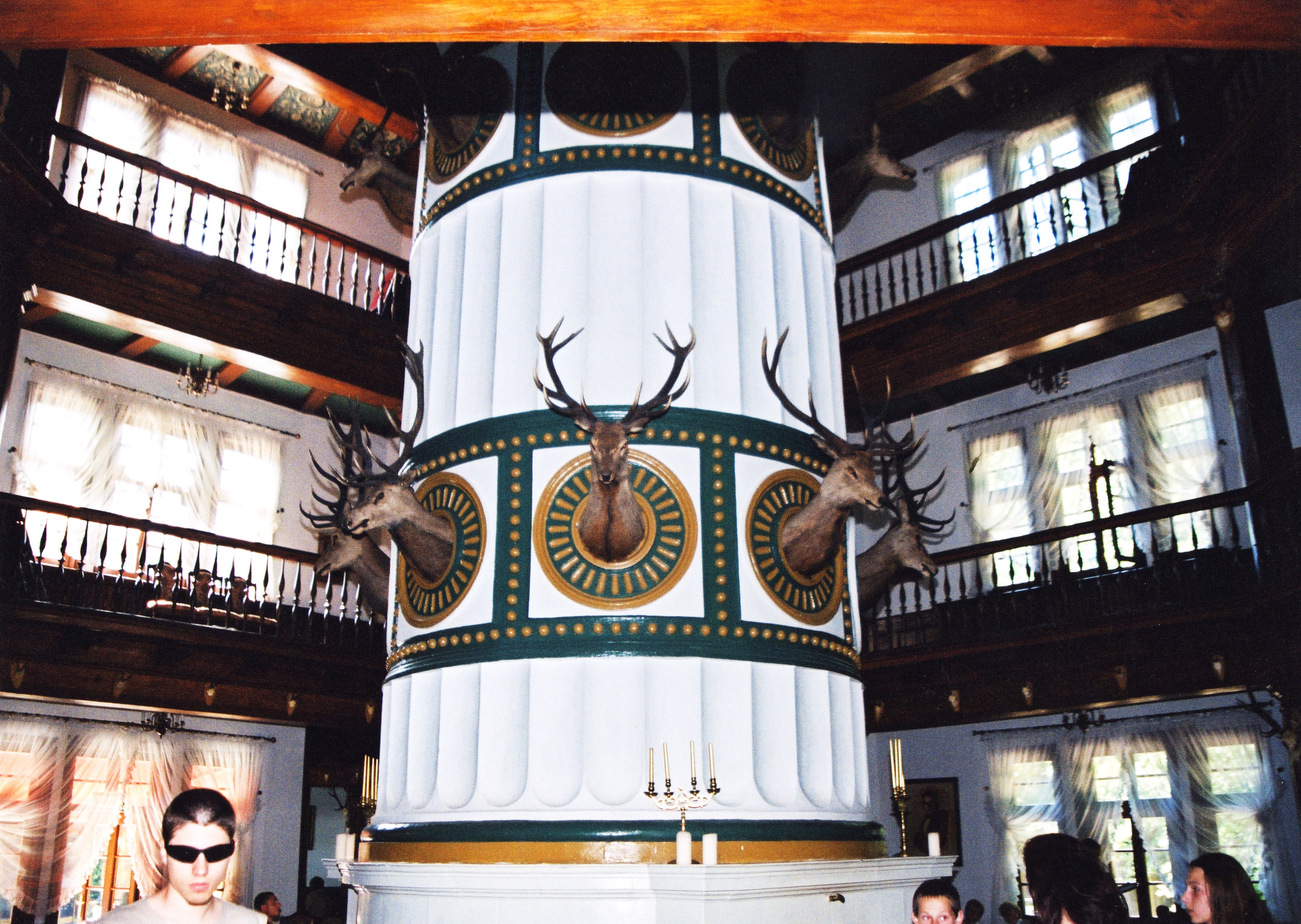
Камин и дымоход внутри здания
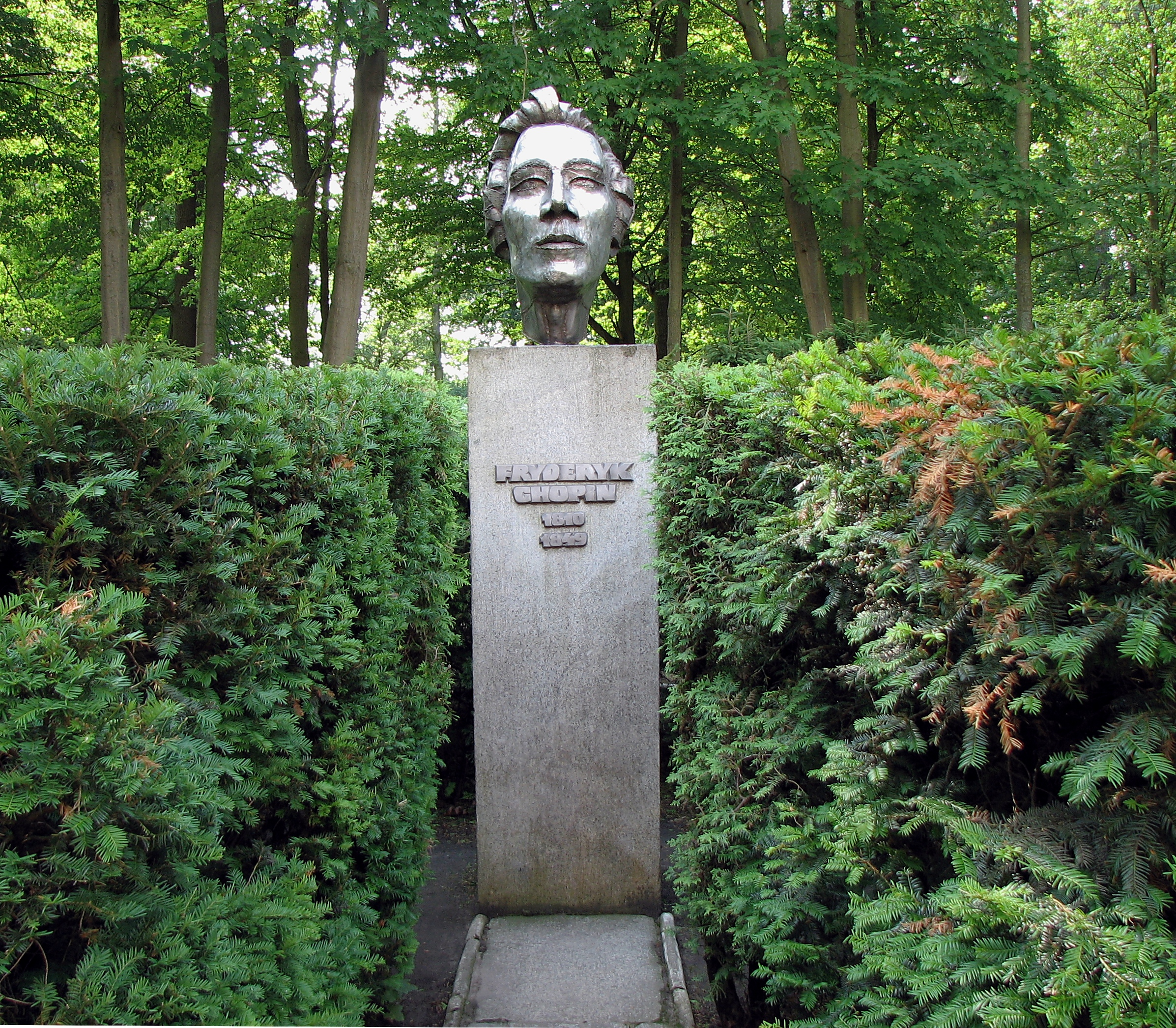
Бюст Фредерика Шопена около замка
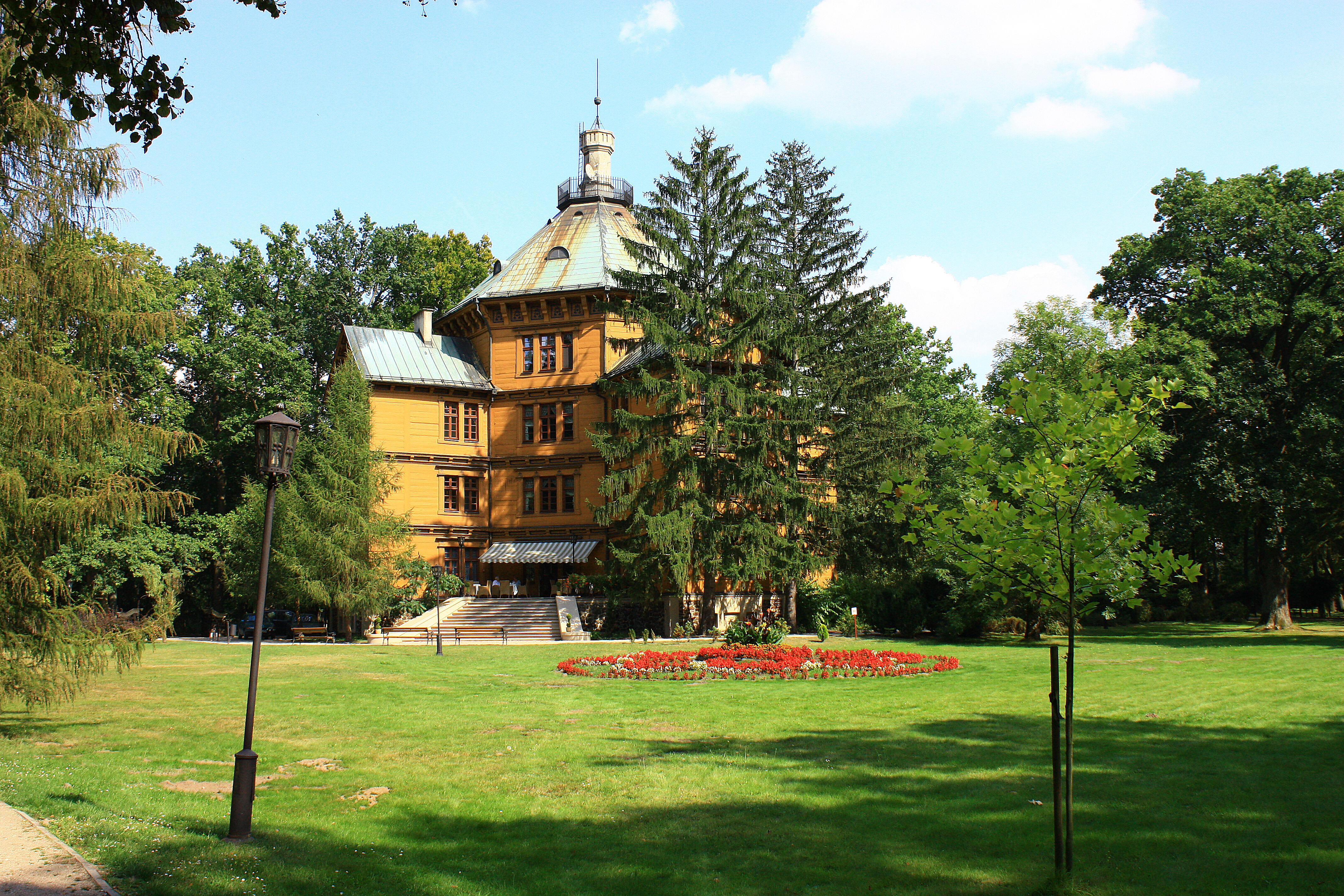
Вид замка со стороны парка
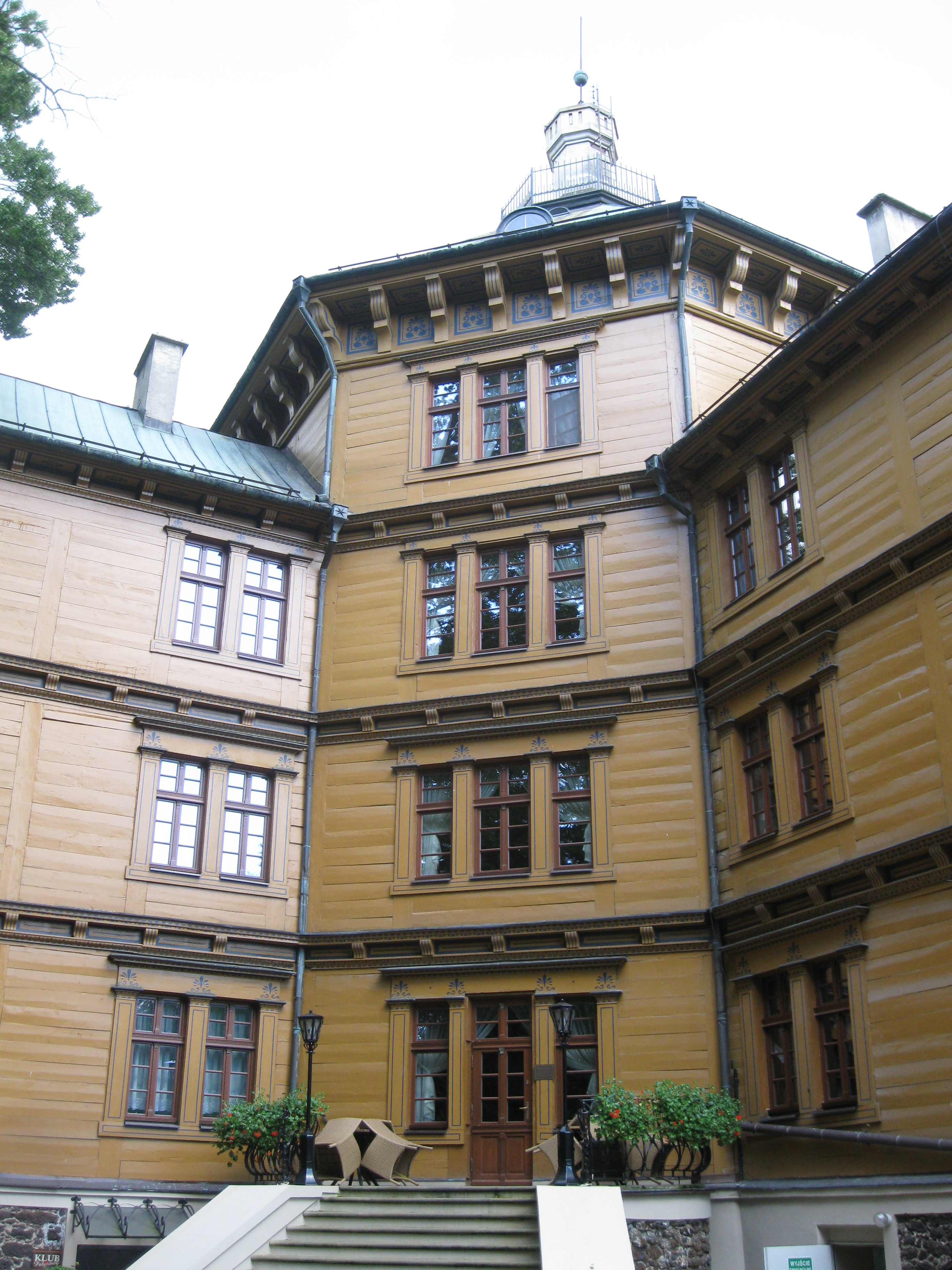
Парадный вход